# (766) Могунтия
(766) Могунтия (лат. Moguntia) — астероид внешней части главного пояса, который принадлежит спектральному классу M. Он был открыт 29 сентября 1913 года немецким астрономом Францем Кайзером в Гейдельбергской обсерватории и назван в честь древнеримского названия немецкого города Майнц, в университете которого обучался первооткрыватель астероида.